# Temelucha dakotae
Temelucha dakotae är en stekelart som beskrevs av Dasch 1979. Temelucha dakotae ingår i släktet Temelucha och familjen brokparasitsteklar. Inga underarter finns listade i Catalogue of Life.